# SN 2008gm
SN 2008gm – supernowa typu IIn odkryta 22 października 2008 roku w galaktyce NGC 7530. W momencie odkrycia miała maksymalną jasność 17,00m.